# デイヴィッド・ヘルフゴット

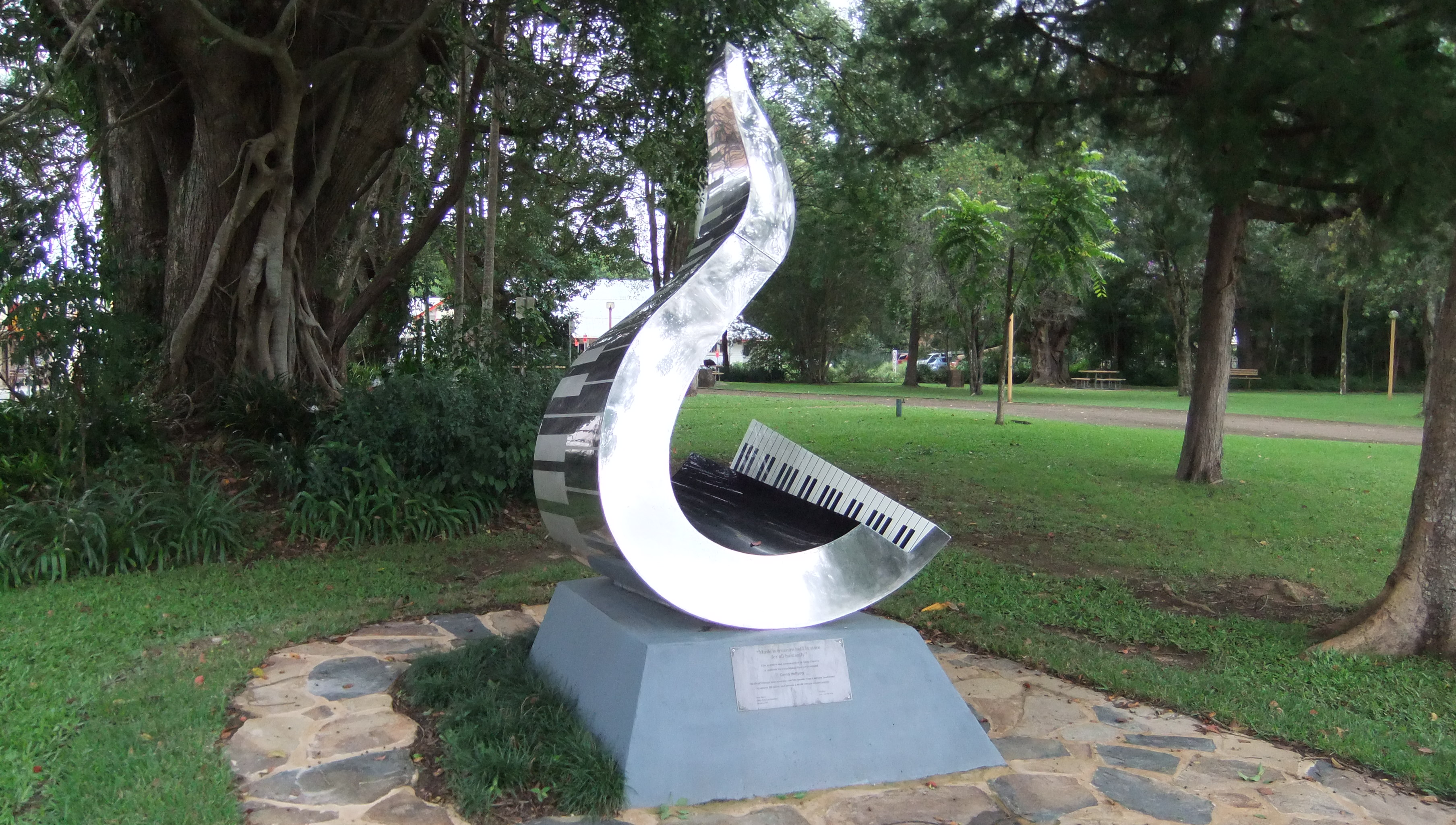
デイヴィッド・ヘルフゴット

デイヴィッド・ヘルフゴット（David Helfgott、1947年5月19日 - ）はオーストラリアのピアニスト。ピアノ演奏に関して統合失調感情障害に陥った。アカデミー賞を獲得したスコット・ヒックス監督のオーストラリア映画『シャイン』のモデルとなった。

## 概説
ユダヤ系ポーランド人移民の両親のもとにメルボルンに生まれる。ピアノ以外では猫、チェス、哲学、テニス、水泳に興味をもっている。
6歳で父親にピアノを手ほどきを受けた後、神童として知られるようになる。10歳でパースのピアノ教師フランク・アルントに師事し、姉マーガレットとともに、地方のいくつかのコンクールで入賞する。14歳のとき、国内の音楽界から、アメリカ合衆国に音楽留学に行くことができるように寄金を与えられる。しかしながら父親は、甘え（ことによると精神病の前兆）を理由に留学を許可しなかった。19歳のとき奨学金を得て、3年間ロンドンの王立音楽大学に留学し、シリル・スミスに師事。
ロンドン時代に明らかなノイローゼの症候が現れ始める。オーストラリアの医師クリス・レノルズが語ったところによると、不安神経症であったという。1970年に帰国し、パースに戻り、最初の夫人クレアと1971年に結婚。オーストラリア放送協会の演奏会にたびたび参加する。結婚生活が破れた後に、パースの精神病棟グレイランズに収容される。それから10年以上にわたって、向精神薬や電気けいれん療法といった精神療法を受ける。
1984年より数年間、パースのワインバー「リッカルドス」にて演奏を続けるうち、占星術師ジリアン・マレーと出逢い、再婚。1980年代から1990年代にかけて、国内だけでなくヨーロッパでも演奏活動を続ける。1991年に初来日し、《幻想即興曲》や《ハンガリー狂詩曲》などのライブ演奏が「デビッド・ヘルフゴット・ライブ・イン・ジャパン91」に収録された。1994年にロシアで演奏を行い、1997年にはワールド・ツアーを敢行したが、評価は芳しくなく酷評された。1995年には、一部に熱烈な愛好家をもつ指揮者ミラン・ホルヴァートとの共演により、ラフマニノフの《ピアノ協奏曲 第3番》をライヴで、《ピアノ・ソナタ第2番》といくつかの前奏曲をスタジオで録音している。また、この年、自身が題材となった、映画『シャイン』がオスカーにノミネートされ、自身も出席。劇中の曲をステージで弾いた。現在はニュー・サウスウェールズ州ハッピー・ヴァリーにジリアン夫人と暮らし、自宅「ヘヴン」にて演奏会を続けている。
ヘルフゴットは概ねロマン派音楽を好んで演奏し、とりわけショパン、シューマン、リスト、ムソルグスキー、リムスキー＝コルサコフ、ラフマニノフを得意としている。

## 作品
- Rachmaninov: Piano Concerto No. 3; Four Preludes; Sonata No. 2（1996年）
- Brilliantissimo（1997年）
- Brave New World（1998年）
- Andromeda Fantasia（1998年）
- Inspiration（2001年）

## 関連書籍
- ギリアン・ヘルフゴット; アリッサ・タンスカヤ (1999). すべては愛に 天才ピアニスト デヴィッド・ヘルフゴットの生涯. 角川書店